# Knittlinger Straße 20 (Lienzingen)

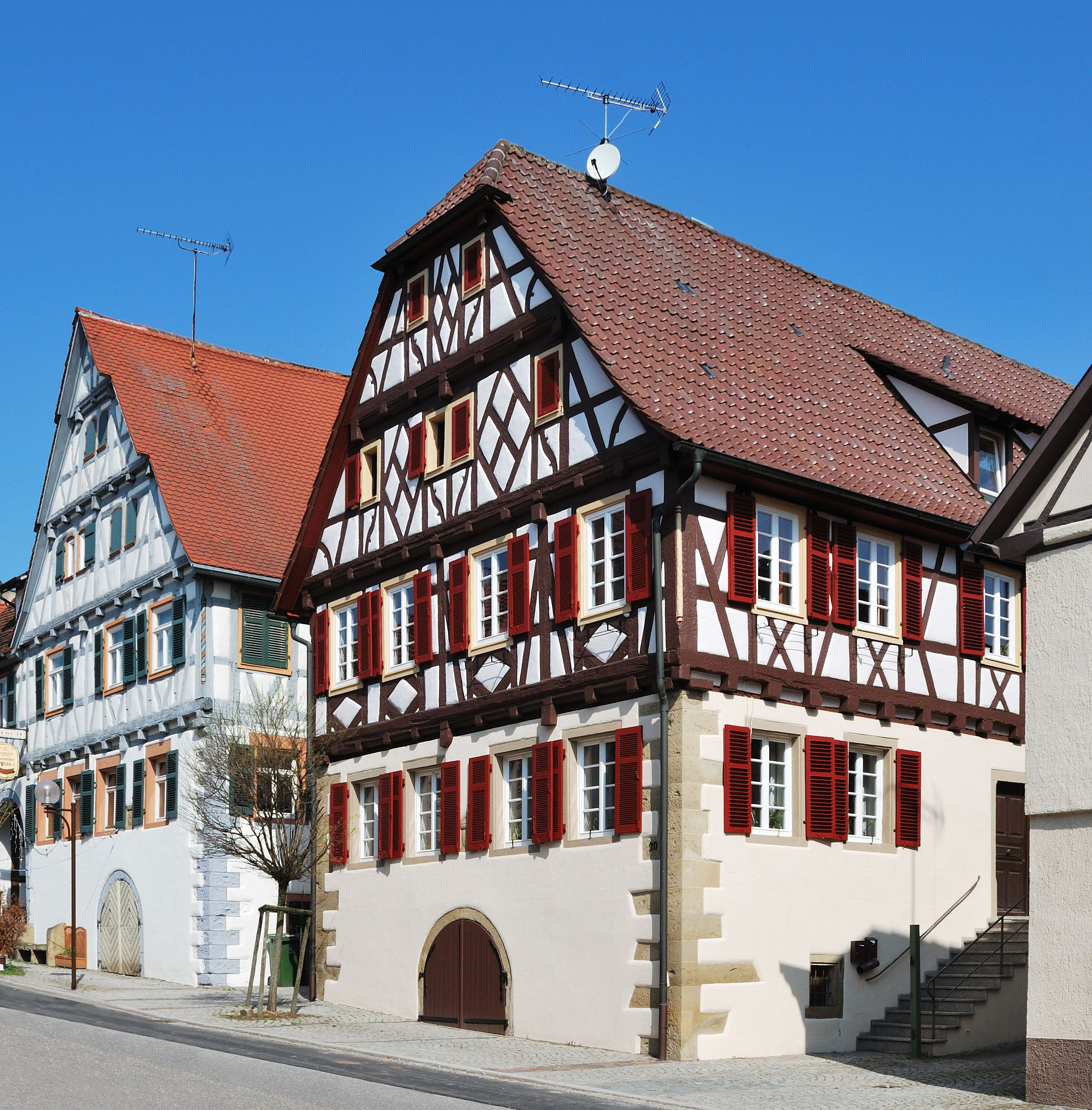
Fachwerkhaus Knittlinger Straße 20 in Lienzingen

Das Gebäude Knittlinger Straße 20 in Lienzingen, einem Stadtteil von Mühlacker im Enzkreis in Baden-Württemberg, ist ein Fachwerkhaus, das im 18. Jahrhundert erbaut wurde. Das Gebäude ist ein geschütztes Kulturdenkmal.

## Beschreibung
Auf einer Sandsteintafel zwischen den Erdgeschossfenstern sind ein Ziegenbock und die Jahreszahl 1737 zu sehen. Ebenso findet sich die Jahreszahl 1737 auf dem Gewände des Kellerabgangs. Auf dem massiven Erdgeschoss stehen ein Fachwerkstock und zwei Dachstöcke. Die beiden Dachstöcke mit Krüppelwalm kragen vor. Als Zierformen sehen wir in den Brüstungen negative Rauten, Andreaskreuze und kurze Schräghölzer mit Nasen. Am rechten Eckständer befindet sich eine stabförmige Dreiviertelsäule.